# 김우근 (야구 선수)
김우근 (金宇根, 1956년 1월 26일 - )은 대한민국 야구선수로 해태 타이거즈, 삼미 슈퍼스타즈, 청보 핀토스, MBC 청룡에서 뛴 KBO 리그 선수였다. 
원년에 해태 타이거즈에 입단했으나, 트레이드되었고, 그 후 1983년 삼미 슈퍼스타즈와 청보 핀토스에서 1번타자를 맡았다.